# 丘俊 (永樂進士)
丘俊，潮州府程乡县人，明朝政治人物、进士出身。

## 生平
永樂二十二年，登进士，任福建按察使司副使。